# Hataraku ikka
Hataraku ikka (はたらく一家, lit. "família trabalhadora") é um filme de drama japonês de 1939 escrito e dirigido por Mikio Naruse. É baseado em um romance do escritor japonês Sunao Tokunaga.

## Sinopse
A família Ishimura, oriunda da classe trabalhadora e que vive à beira da pobreza, depende dos salários do pai e dos seus três filhos mais velhos, Kiichi, Genji e Noboru, que se tornaram operários logo após terminarem a escola primária. Kiichi não vê perspectiva de promoção ou aumento de salário em seu trabalho, o que significa que ele nunca poderia sustentar sua própria família, e expressa seu desejo de cursar o ensino superior. Enquanto a mãe se opõe ao seu plano, que resultaria na diminuição da renda da família, o pai fica dividido entre a necessidade financeira e a felicidade do filho. Ishimura consulta o professor Ogawa, explicando que, se ele permitir que Kiichi siga suas ambições, ele terá que permitir o mesmo a seus outros filhos. Durante uma reunião de família, mediada por Ogawa, o Sr. Ishimura anuncia que aceitará as decisões de seus filhos. Enquanto Kiichi garante a Ogawa que trabalhará duro, os seus irmãos mais novos ficam alegres, mas, ao mesmo tempo, seus pais parecem preocupados.

## Elenco
- Musei Tokugawa como Sr. Ishimura
- Noriko Honma como Sra. Ishimura
- Akira Ubukata como Kiichi
- Kaoru Ito como Genji
- Seikichi Minami como Noboru
- Takeshi Hirata como Eisaku
- Den Ohinata como Ogawa, o professor
- Sumie Tsubaki como Mitsuko

## Legado
A biógrafa de Naruse, Catherine Russell, afirma que Hataraku ikka, junto com o filme Magokoro de 1939 de Naruse, como os dois filmes principais do diretor deste período como um "elo entre o shoshimin-eiga de Naruse antes e depois da guerra".
Em 1985, o filme foi exibido nos EUA como parte de uma retrospectiva das obras de Naruse, organizada pelo Kawakita Memorial Film Institute e o estudioso de cinema Audie Bock.